# Gnade (Roman)
Gnade (Originaltitel: A Mercy) ist Toni Morrisons neunter Roman und erschien am 11. November 2008. Ähnlich wie ihr Pulitzer-Preis-gekröntes Werk Menschenkind (Originaltitel: Beloved) handelt der Roman auf erster Ebene von der Sklaverei im frühen Amerika des 17. Jahrhunderts. Auf zweiter Ebene geht es um die Beziehung zwischen Mutter und Tochter – einer Mutter, die ihre Tochter weggibt, um sie zu retten, und einer Tochter, die mit dieser Verstoßung hadert.

## Inhalt

### Handlung
Die Sklavin Florens arbeitet auf der Farm von Jacob Vaark im harschen Norden. Lina, eine Indianerin, die ebenfalls auf der Farm der Vaarks arbeitet, erzählt in einer Nebenhandlung, wie sie als eine von wenigen eine Pocken-Epidemie überlebt hat, die ihren gesamten Stamm vernichtet hat. Rebekka, die Frau Jacob Vaarks, beschreibt, wie sie auf einem Schiff England in Richtung der neuen Welt verlässt, um dort einen Mann zu heiraten, den sie zuvor nie gesehen hat. Der Tod ihrer Kinder ist für die Vaarks niederschmetternd, und Jacob übernimmt die junge Florens, die Lesen und Schreiben kann, von einem portugiesischen Schuldner im katholischen Maryland, in der Hoffnung, damit seine Frau Rebekka aufzumuntern und ihre Einsamkeit zu beenden. Jacob Vaark selbst ist als eine Waise in Armenhäusern aufgewachsen und in der Neuen Welt durch Handel und Geldverleih zu bescheidenem Wohlstand gekommen. Während seiner Reisen durch die jungen Kolonien denkt er über die Funktion von Religionen in ihren Kulturen und die daraus resultierenden Einstellungen zur Sklaverei nach.
Alle diese Figuren sind ihrer Wurzeln beraubt und versuchen, in einer ihnen neuen und fremden Umgebung, die von Gefahren und Krankheiten erfüllt ist, zu überleben. Als Rebekka an Pocken erkrankt und ihr Leben in Gefahr gerät, sendet sie die jetzt 16-jährige Florens aus, einen Schmied zu finden, einen freien Schwarzen, der sich auf die Heilkunst mit Pflanzen versteht und der vormals auf der Farm der Vaarks beim Bau des neuen Haupthauses und Eingangstors geholfen hat. Florens hat sich damals in ihn verliebt, und die Reise, auf die sie von Rebekka geschickt wird, soll zu einem Wendepunkt in ihrem Leben werden.

### Personen
- Florens – Sklavin, die von ihrer Mutter verstoßen und von ihrem portugiesischen Herren an Jacob Vaark im Austausch für eine offene Schuld übergeben wird
- Florens' Mutter – Sklavin auf der Farm eines portugiesischen Herren im katholischen Maryland
- Lina – Indianerin und eine der wenigen Überlebenden einer Pocken-Epdemie, die fast ihren kompletten Stamm ausgerottet hat, wurde von den Vaarks aufgenommen
- Sorrow – Tochter eines Kapitäns, die ein Schiffsunglück überlebte und ebenfalls von den Vaarks aufgenommen wurde
- Jacob Vaark – englisch-niederländischer Händler und Abenteurer mit einer kleinen Farm im harschen Norden der neuen Kolonien
- Rebekka – Jacobs Frau, die per Schiff aus England kam
- namenloser Schmied – freier Schwarzer, der sich neben der Schmiedekunst auch auf Naturheilverfahren versteht
- Willard – Sklave auf einer benachbarten Farm
- Scully – Sklave auf einer benachbarten Farm

## Form
Die Handlung wird in verschiedenen Kapiteln, teils retrospektiv, aus der Sicht der verschiedenen Charaktere erzählt. Die einzelnen Kapitel fügen sich dabei im Laufe des Buches zu einem Gesamtbild zusammen, das die Härte und Brutalität des Lebens in den jungen amerikanischen Kolonien des 17. Jahrhunderts widerspiegelt.

## Stellung in der Literaturgeschichte

### Einordnung ins Werk des Autors
Gnade ist der neunte Roman von Toni Morrison und erschien im Jahr 2008.

## Rezeption

### Rezeption bei Erscheinen
Gnade schaffte es nach seinem Erscheinen in die The New York Times Book Review Liste als eines der 10 besten Bücher 2008.
In einer Rezension schreibt die FAZ:
In „Gnade“ kehrt die amerikanische Nobelpreisträgerin Toni Morrison eindrucksvoll zu ihren Wurzeln zurück. Der Roman übertrifft selbst ihr Meisterwerk „Menschenkind“.

### Textausgaben
- Toni Morrison: A Mercy. 1. Auflage. A. Knopf Verlag, New York 2008, ISBN 978-0-307-26423-7.
  - Toni Morrison: Gnade. aus dem Amerikanischen von Thomas Piltz. 2. Auflage. Rowohlt Verlag, Reinbek 2010, ISBN 978-3-498-04512-8.